# Dieter Hoeneß
Dieter Hoeneß (Ulm, 1953. január 7. –) világbajnoki ezüstérmes nyugatnémet válogatott német labdarúgó, csatár. Bátyja Uli Hoeneß válogatott labdarúgó, sportvezető, fia Sebastian Hoeneß labdarúgó, edző.

## Pályafutása

### Klubcsapatban
1959-ben a VfB Ulm csapatában kezdte a labdarúgást, majd 1967-től az Ulm 1846 korosztályos csapatában folytatta. 1973 és 1975 között a VfR Aalen amatőrcsapat játékosa volt. 1975-ben szerződött a másodosztályú Vfb Stuttgarthoz, ahol két idény után sikerült a csapattal az élvonalba jutnia. Stuttgarti négy szezonja alatt 105 bajnoki mérkőzésen 44 gólt szerzett. 1979 és 1987 között a Bayern München játékosa volt, ahol négy bajnoki címet és három nyugatnémet kupagyőzelmet szerzett a csapattal. Két BEK-döntőn szerepelt az együttessel 1982-ben és 1987-ben, de az Aston Villa és az FC Porto ellen is vesztettek. 1987-ben 34 évesen vonult vissza az aktív labdarúgástól.

### A válogatottban
1979-ben két B-válogatott mérkőzésen szerepelt és két gólt szerzett. 1979 és 1986 között hat alkalommal szerepelt a nyugatnémet válogatottban és négy gólt szerzett. 1979. május 22-én góllal mutatkozott be Írország ellen idegenben, majd a következő hónapban az Izland elleni idegenbeli barátságos meccsen is gólt szerzett. Mindkét találkozó 3–1-es nyugatnémet győzelemmel zárult. Ezt követően hét évet kellett várnia arra, hogy újra keret tag lehessen. Tagja volt az 1986-os világbajnoki ezüstérmes csapatnak Mexikóban. Szerepelt a világbajnoki döntőn is. Felix Magath helyére állt be a 62. percben és ő volt a mérkőzés legidősebb játékosa (33 éves és 173 napos).

### Sportvezetőként
Visszavonulása után először a Bayern München főszponzoránál, a Commodore International cégnél helyezkedett el PR-menedzserként. 1990 és 1995 között első profi klubjánál, a VfB Stuttgartnál volt kereskedelmi és általános menedzser. 1996-ban a Hertha BSC elnökhelyettese lett, majd rövid időn belül itt is kereskedelmi és általános menedzserként tevékenykedett 2009. június 7-ig. 2009. december 21-én bejelentették, hogy a VfL Wolfsburg általános menedzsere lesz 2010. január 15-től. Majd miután Felix Magath visszatért a klubhoz, Hoeneß megbízatását megszüntették 2011. március 17-ével.

## Sikerei, díjai
NSZK
- Világbajnokság
  - ezüstérmes: 1986, Mexikó

 FC Bayern München
- Nyugatnémet bajnokság (Bundesliga)
  - bajnok: 1979–80, 1980–81, 1984–85, 1986–87
- Nyugatnémet kupa (DFB-Pokal)
  - győztes: 1982, 1984, 1986
  - döntős: 1985
- Bajnokcsapatok Európa-kupája (BEK)
  - döntős: 1981–82, 1986–87
  - gólkirály: 1981–82
- UEFA-kupa
  - gólkirály: 1979–80